# قيمة مضافة للزراعة
يشير مصطلح القيمة المضافة للزراعة بشكل عام إلى عمليات التصنيع التي تزيد من قيمة السلع الزراعية الأولية. كذلك، يمكن أن يشير مصطلح القيمة المضافة للزراعة إلى زيادة القيمة الاقتصادية للسلعة من خلال عمليات إنتاج خاصة، على سبيل المثال: المنتجات العضوية أو من خلال المنتجات التي تحمل علامة تجارية إقليمية والتي تزيد من استحسان المستهلك لها واستعداده لدفع فارق السعر عن المنتجات المشابهة لكن لا يمكن تفضيلها عليها.
وحقق هذا المفهوم أفضلية في النقاش الدائر بشأن سياسات المزارع الصغيرة كاستجابة للمخاوف المتعلقة باستمرار قيمة المزرعة في الانخفاض بالنسبة لما يصرفه مستهلك الأغذية. وربما يعني مصطلح القيمة المضافة للزراعة بالنسبة للمزراعين الحصول على حصة أكبر من الأموال من مستهلك المواد الغذائية. وتتضمن الأمثلة التسويق المباشر وامتلاك الفلاح لمرافق المعالجة وإنتاج منتجات زراعية ذات قيمة جوهرية أعلى (مثل الحبوب المحفوظة على حالتها والمنتجات العضوية ولحم البقر الخالي من الهرمونات والدجاج المنطلق في المراعي إلخ.) حتى يكون المشترون على استعداد لدفع أسعار أعلى مقارنة بالسلع التقليدية. وينظر البعض إلى القيمة المضافة للزراعة على أنها إستراتيجية هامة للتنمية الريفية. ومن أمثلة المنتجات المختلفة لمنتجات القيمة المضافة التي أوجدت وظائف جديدة في بعض المناطق الريفية معالجة الأغذية العضوية وإنتاج المحاصيل غير التقليدية وتطوير السياحة الزراعية والوقود الحيوي على نطاق محدود.